# Pizza Hut
Pizza Hut é uma cadeia de restaurantes e franquias especializada em pizzas e massas. Com sede na cidade de Plano, no Texas, a Pizza Hut é a maior cadeia de pizzarias do mundo, com quase 15 mil restaurantes e quiosques em mais de 130 países. Possui 95 restaurantes no Brasil e 91 em Portugal.

## História

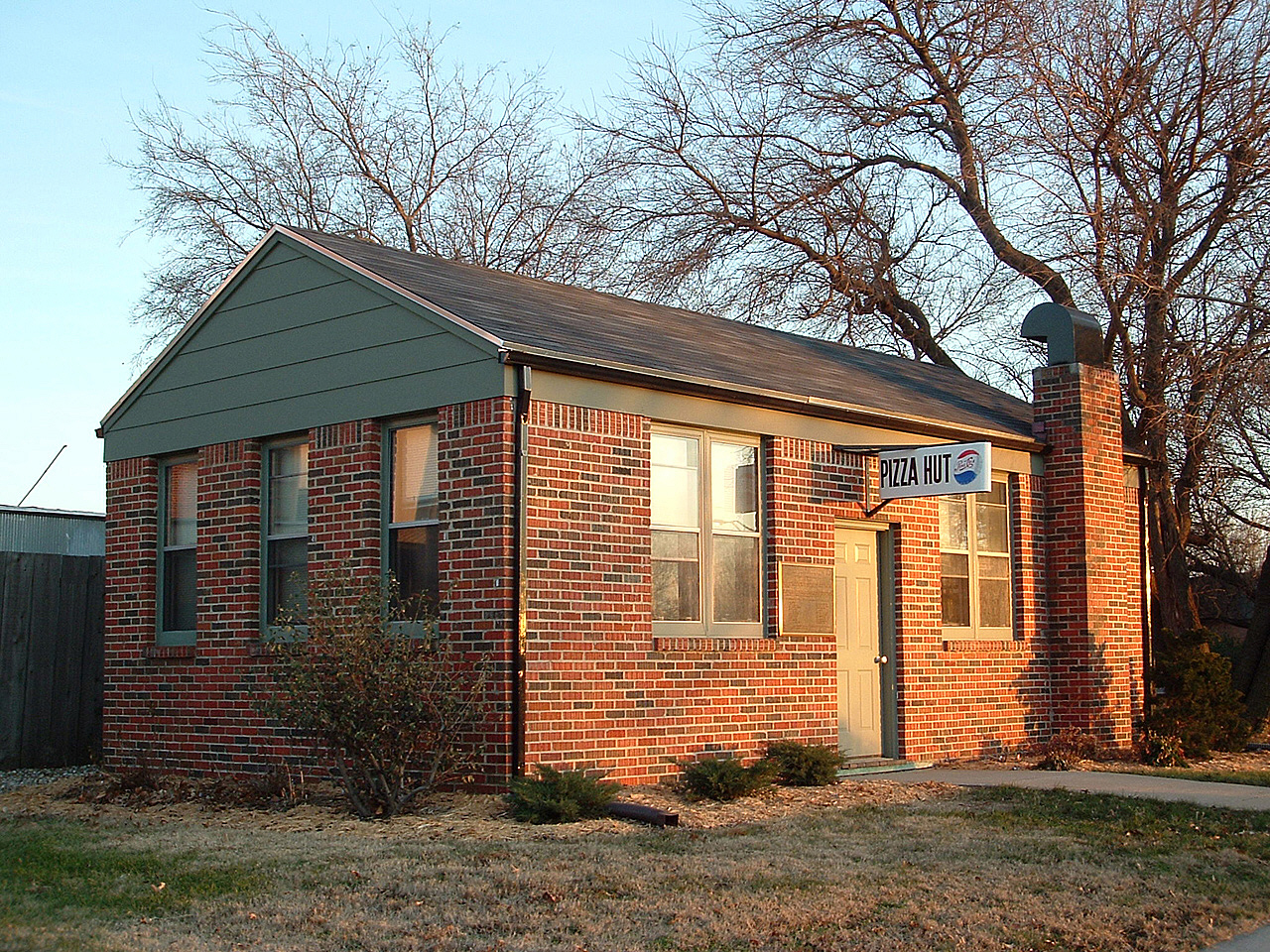
Pizza Hut original, aberto em 1958 em Wichita, Kansas.

A Pizza Hut foi fundada em junho de 1958 por dois estudantes da Universidade Estadual de Wichita, os irmãos Dan e Frank Carney, em Wichita, Kansas, Estados Unidos. Antes de fechar em 2015, a mais antiga Pizza Hut continuamente aberta ficava em Manhattan, Kansas, em um distrito comercial e de tabernas conhecido como Aggieville, perto da Universidade Estadual do Kansas. O primeiro restaurante da Pizza Hut a leste do Mississippi foi aberto em Athens, Ohio, em 1966, por Lawrence Berberick e Gary Meyers.

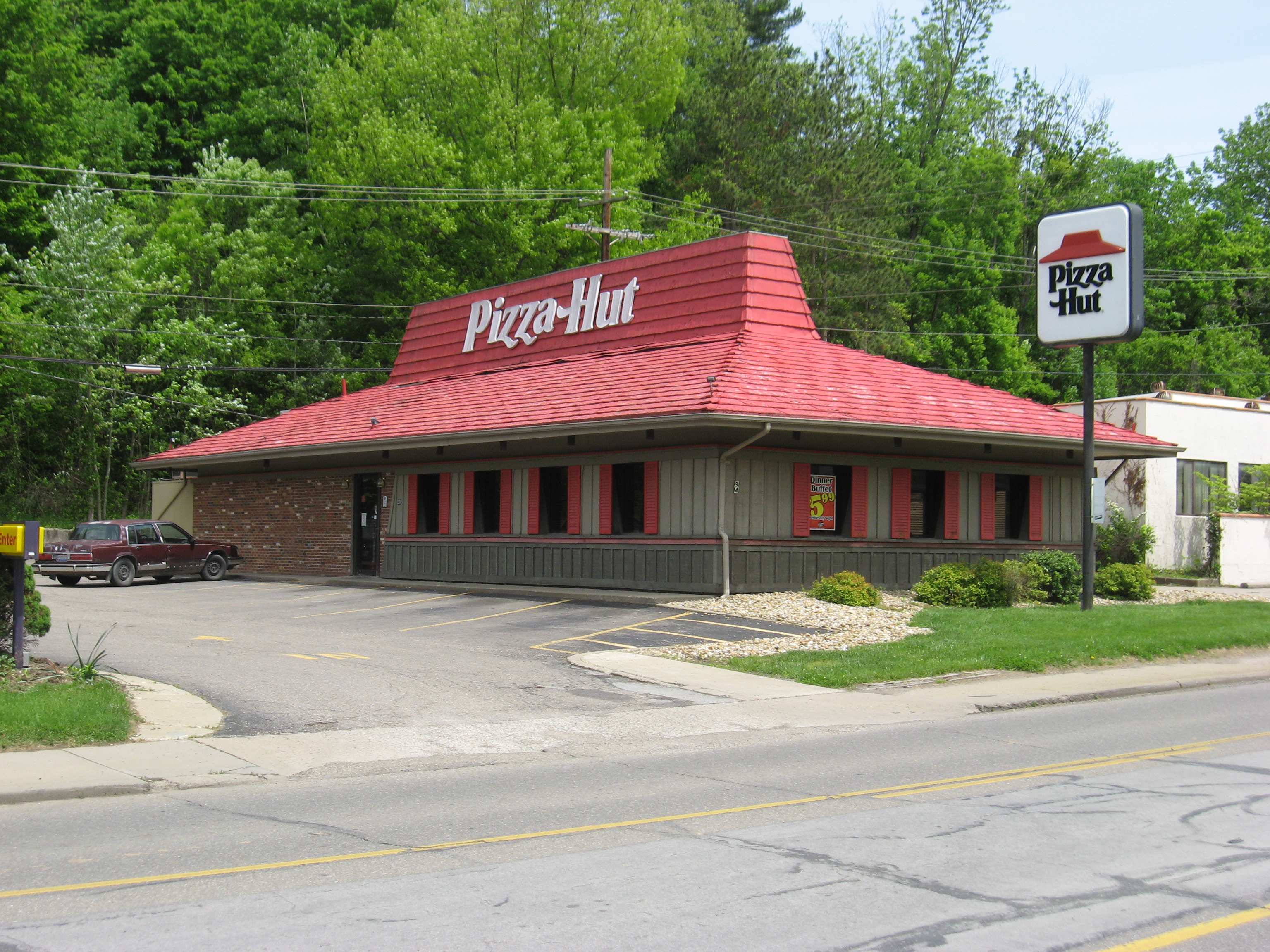
Restaurante de Athens, Ohio

A empresa anunciou uma rebrand que começou em 19 de novembro de 2014, em um esforço para aumentar as vendas, que caiu nos dois anos anteriores. O menu foi expandido para introduzir vários itens, como crosta com sabores e onze novas especialidades de tortas. Os uniformes de trabalho dos funcionários também foram atualizados.

## Formatos

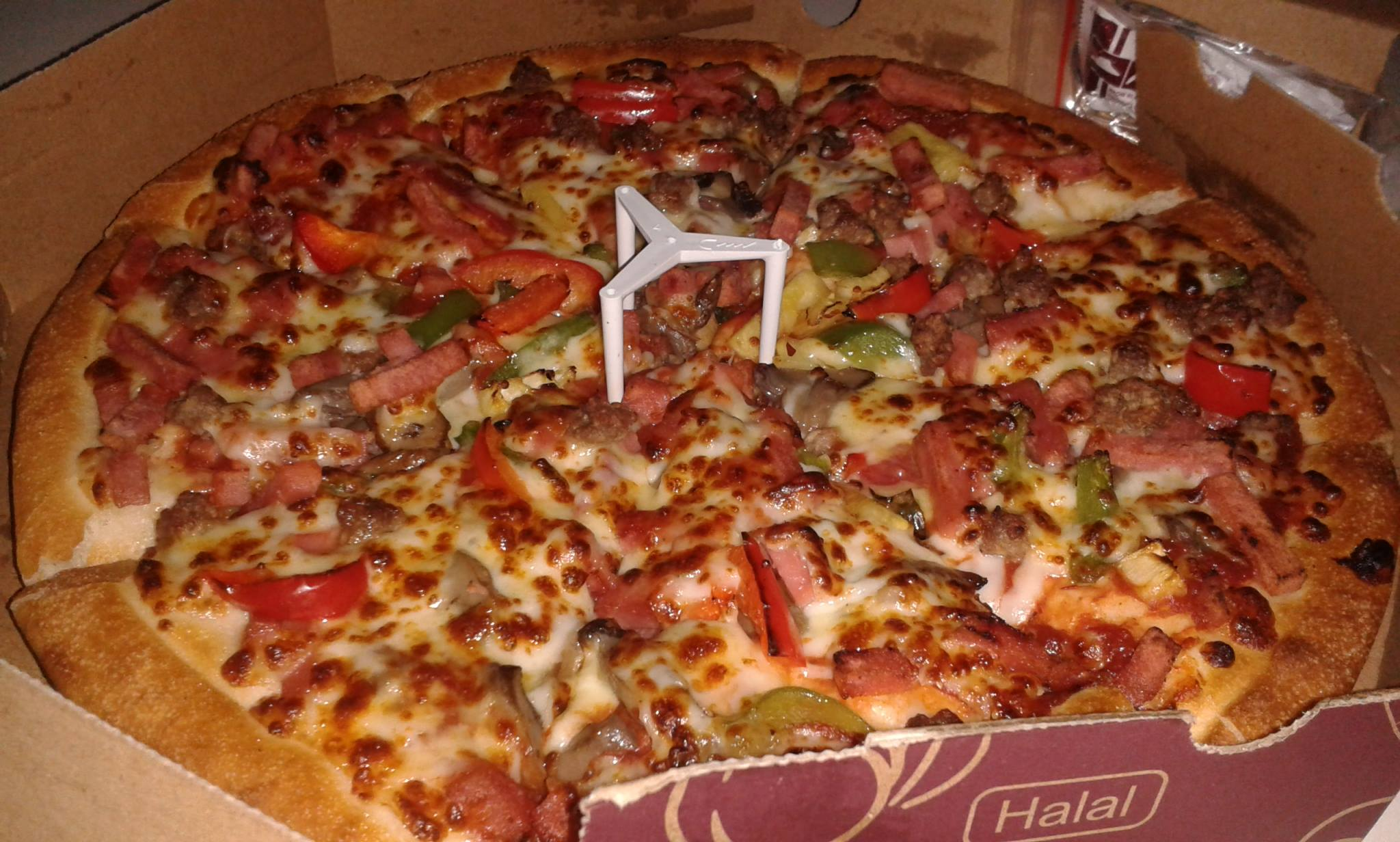
Pizza Super Supreme servida em uma unidade na Indonésia

Pequenos restaurantes chamados Pizza Hut Express, apresentando uma versão reduzida do menu, são encontrados em shoppings, aeroportos, lojas de departamento, hotéis, cafeterias, postos de gasolina, cinemas e outros locais.

## Presença internacional
A presença internacional da Pizza Hut inclui países como Canadá, México, Índia (não na divisão Pizza Hut, mas com a marca Yum! India), Bangladesh, Paquistão, Austrália, Reino Unido, Suécia, Espanha, Turquia, Honduras, Costa Rica, El Salvador, Guatemala, Colômbia, Venezuela, Chile, Brasil, Peru e Equador.
Na Ásia, a empresa está em países e territórios como Japão, Qatar, Filipinas, Vietnã, Tailândia, Malásia, Indonésia, China (não na divisão Pizza Hut, mas na Divisão Yum! China), Hong Kong, Coreia do Sul, Mianmar e Macau. A Pizza Hut foi uma das primeiras franquias estadunidenses a abrir uma unidade no Iraque.